# Anyák emlékműve (Mexikóváros)
Az Anyák emlékműve (spanyolul: Monumento a la Madre) Mexikóváros egyik nevezetessége.

## Története
Az anyák napját José Vasconcelos oktatási miniszter és Rafael Alcudin újságíró (az Excélsior újság alapítója) kezdeményezésére 1922 óta ünneplik meg Mexikóban minden év május 10-én. A Luis Ortiz Monasterio szobrász és José Villagrán García által készített emlékmű építése 1944-ben, éppen május 10-re időzítve kezdődött el, az alapkövet Manuel Ávila Camacho köztársasági elnök tette le. Az elkészült alkotást pontosan öt év múlva, 1949. május 10-én avatta fel Miguel Alemán Valdés köztársasági elnök. A 2017. szeptember 19-i földrengés során a központi oszlop és a szobor ledőlt és apró darabokra törött, de a többi elemben is keletkeztek kisebb károk. Decemberben úgy becsülték, a károk helyreállítása 20 millió pesóba fog kerülni. 2018-ban megkezdődtek az emlékmű újjáépítési munkái.

## Leírás
Az emlékmű Mexikó fővárosának Cuauhtémoc kerületében, Cuauhtémoc és San Rafael városrészek határánál áll a Jardín del Arte nevű parkban, az Avenida de los Insurgentes, a James Sullivan és a Manuel Villalongín utcák által határolt területen. Az emlékmű egy köríves falból, egy magas oszlopból és három szoborból áll. A középső szobor egy hosszú szoknyát és rebozót viselő, 8 méter magas álló nőt ábrázol, aki egy kisgyermeket tart karjaiban, a bal oldali szobor egy kukoricacsövet tartó nő, aki a termékenység jelképe, a jobb oldali pedig egy indián vonásokat mutató férfialak, aki éppen ír valamit. A középső szobor alatt elhelyezett emléktáblán a következő felirat olvasható: „A la que nos amó antes de conocernos”, azaz „Annak, aki azelőtt szeretett minket, hogy megismert volna minket.”